# Denisa Saková
Denisa Saková, née le 17 avril 1976 à Nitra, est une femme politique slovaque. Elle est ministre de l'Intérieur entre 2018 et 2020.